# Clarissa Tracy
Clarissa Tucker Tracy (12 de noviembre de 1818-13 de noviembre de 1905) fue una botánica estadounidense. La abreviatura C.Tracy se usa para indicar su autoría al citar un nombre botánico.

## Biografía
Clarissa Tucker Tracy nació el 12 de noviembre de 1818 en Jackson, condado de Susquehanna, Pensilvania. Sus padres eran Stephen Tucker y Lucy Harris. Cuando tenía tres años comenzó a asistir a escuelas locales y empezó a dar clases en 1832, mientras continuaba sus estudios. De 1835 a 1840, era estudiante y maestra en la Academia Franklin en Harford. Fue nombrada asistente en el Ladies Seminary de Honesdale en 1840 y directora alrededor de 1842, puesto que ocupó hasta 1846. Pasó un período en Troy Female Seminary de Nueva York en 1944. Ese mismo año se casó con Horace Hyde Tracy, con quien tuvo dos hijos y la dejó viuda en 1848.
Dirigió una escuela privada en Honesdale de 1949 a 1951, estuvo asociada con la enseñanza de la localidad hasta 1956. Entre 1856 y 1859 dirigió otra escuela privada en Neenah, Wisconsin. Fue nombrada supervisora a cargo de los arreglos domésticos, jefa del departamento de damas y maestra en Ripon College en 1859. Estudió la flora local durante casi treinta años, publicando un catálogo en 1889, basado enteramente en especímenes recogidos por sus alumnos. Se retiró en 1893 y compró una casa fuera del campus, pero continuó la tutoría y conservó su asociación con Ripon College hasta su muerte en 1905.

## Obra
- Catalogue of Plants Growing Without Cultivation in Ripon and the Near Vicinity (1889)